# Silberdiener

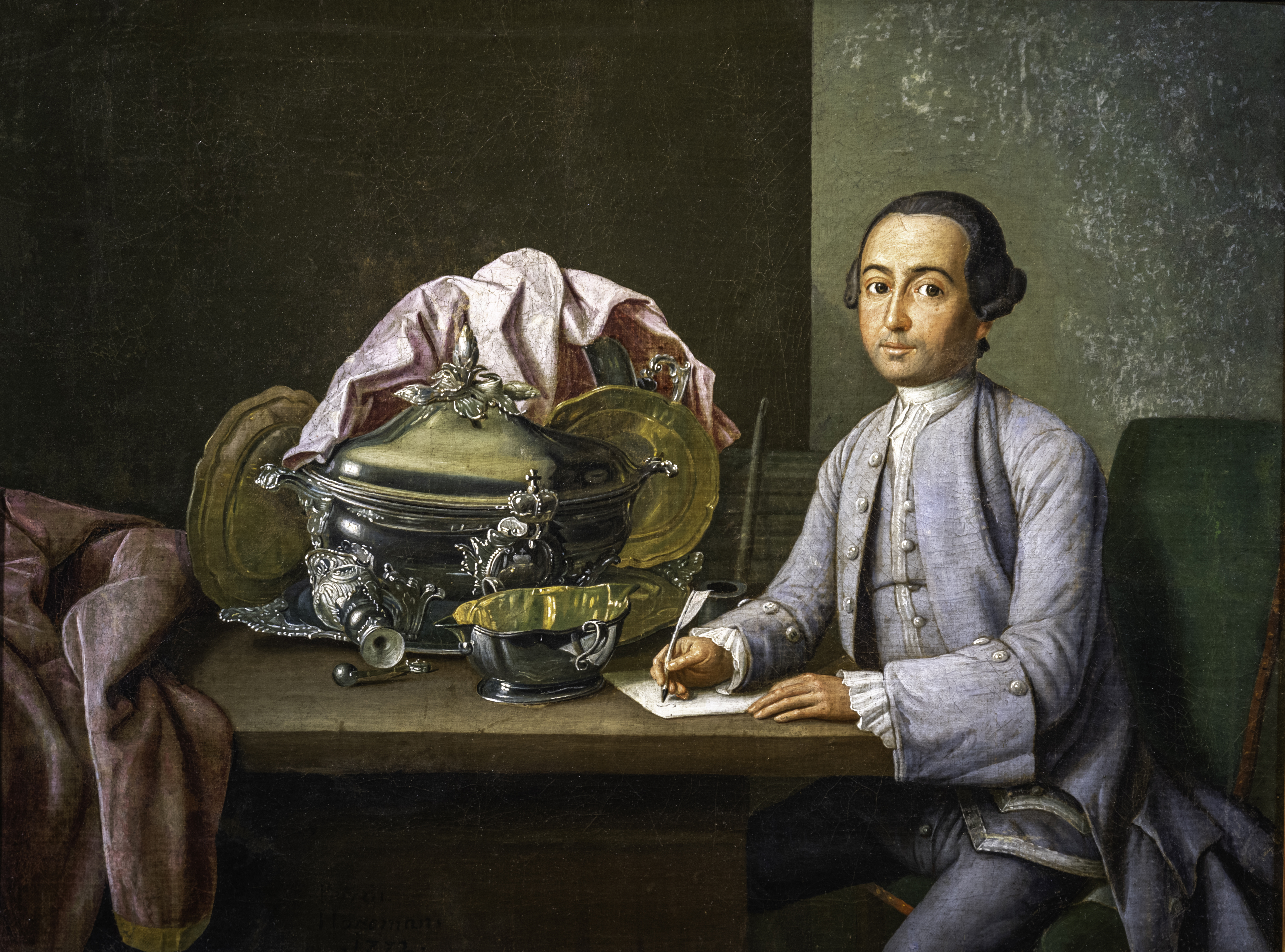
Bildnis eines Silberdieners von Peter Jakob Horemans

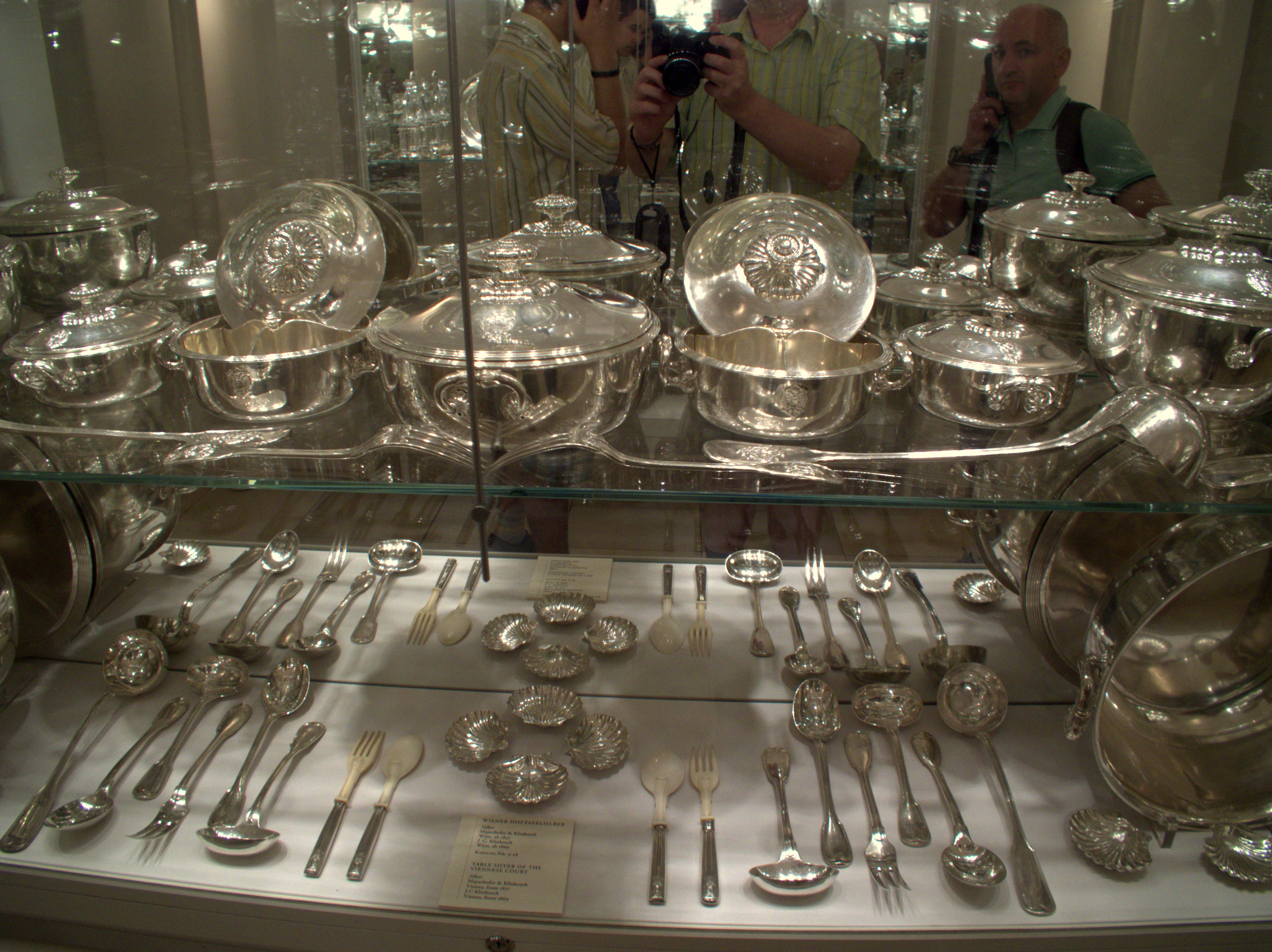
Gerätschaften der ehemaligen Hofsilber- und Tafelkammer Hofburg Wien

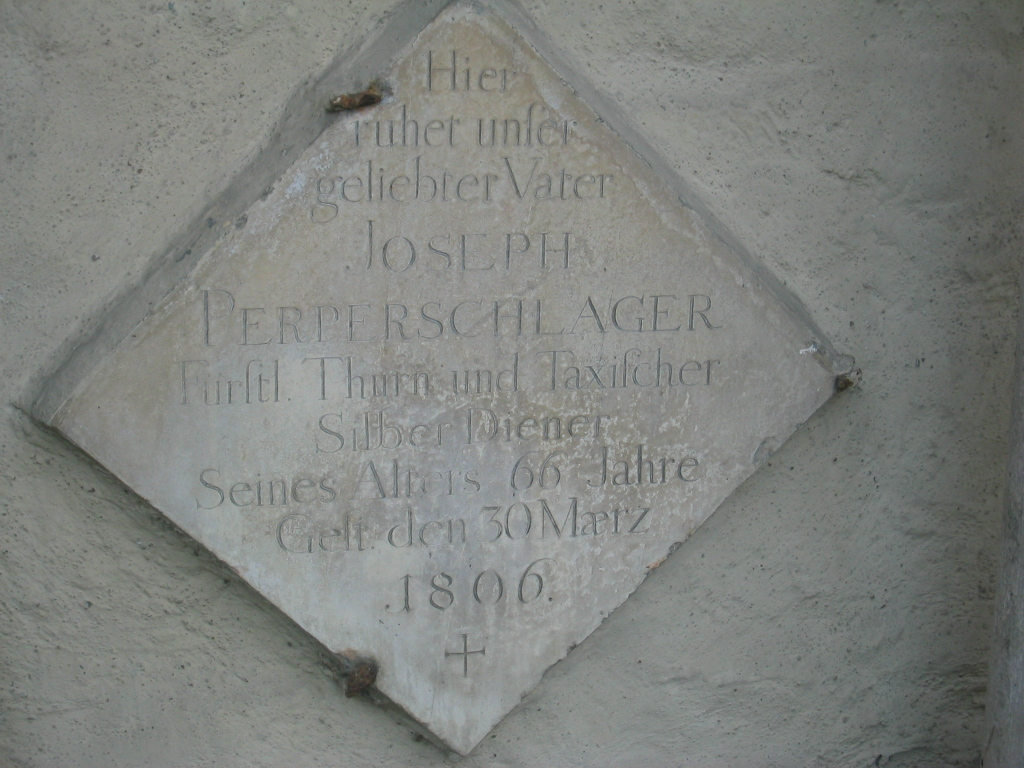
Grabplatte des Silberdieners Perperschlager in der Kirche St. Emmeram Regensburg

Der Silberdiener (auch Hofsilberdiener) war ein Hofbediensteter, der das Silbergeschirr eines fürstlichen Hofes unter seiner Aufsicht hatte. Er unterstand dem Silberkämmerer, dem Verwalter der Silberkammer. Dieser Berufsstand ist ausgestorben.
Dem Silberdiener wurde goldenes, silbernes, vermeiltes und bronzenes Tafel-Gerät, Tafel-Porzellan und -„Krystall“ nach den Inventarien anvertraut. Über Ausgabe und Zurücklieferung der Gebrauchsgegenstände musste er ein Journal führen. Bei Festlichkeiten am Hofe wurde alles Silbergerät vom Silberkämmerer an die Silberdiener und deren Gehilfen übergeben, das von den Silberschreibern nach den Gegenständen an Löffeln, Messern, Gabeln, Tellern, Schüsseln, Leuchtern, Bechern, Pokalen etc. gezählt und aufgezeichnet wurde. Der Silberdiener beaufsichtigte die Silberlakaien, Silbergehilfen und Silberwäscher, und hatte dafür zu sorgen, dass das Geschirr möglichst vollzählig blieb. Ging ein Stück verloren oder kaputt, musste er zuerst durch den vorstehenden Ober-Hof-Commissair beim Ober-Hof-Marschallamt einen Antrag stellen lassen, um eine Genehmigung für Ersatz oder Reparatur zu erlangen.
Er hatte auch den genannten Gehilfen beim Ausschmücken der Tafel und beim Servieren ihre Arbeit zuzuweisen, da das Tafeldecken ebenfalls zu den Dienstbeschäftigungen der Silberdiener gehörte. Weitere Aufgaben des Silberdieners waren das Bestecken der Tafelleuchter mit Wachskerzen und bei Hoffesten das Erleuchten der Lüster; außerdem dafür zu sorgen, dass genügend Wachslichter vorrätig waren. Nach Ende der Feierlichkeiten („nach aufgehobener Tafel“) übernahm er die Leitung beim Reinigen und Putzen sämtlicher Geräte und erteilte die nötigen Anweisungen. Danach lieferte er das Geschirr dem Silberkämmerer ab, der es von den Silberschreibern löschen ließ.
Die Anzahl des Personals war ein Hinweis auf die Größe der Hofhaltung. Die Zahl der Silberdiener wurde sogar in Meldungen über Reisen des Hofstaats erwähnt:

„Ehegestern sind Se. Königl. Hoheit, der Prinz Ferdinand von Preussen, die Prinzeßin [sic!], Seine Gemahlin und die Prinzeßin von Brandenburg-Schwedt, Nachmittags gegen 4 Uhr, allhier […] eingetroffen. […] Das Gefolge Sr. Königl. Hoheit bestehet in Ihro Adjutanten, dem Capitain, Grafen von Schmettau; […] zwey Köchen; einem Silberdiener und 2 Küchenknechten.“

Eine andere Meldung im Reichspostreuter aus dem Jahr 1788 berichtete, dass die Silberkammer des chursächsischen Hofstaats aus sechs Silberkämmerern, zwei Silberdienern, einem Silberschreiber, zwei Reisesilberdienern, acht „Silberkammerbeygehülfen“ und sechs Silberkammerwäscherinnen bestand.

## Nachleben des Berufes des Silberdieners
In Fulda erinnert die Bezeichnung Silberdiener-Haus in der Pfandhausstraße 2 an diese Beamten. In St. Emmeram (Regensburg) erinnert eine Grabplatte an den Silberdiener der Thurn und Taxis Joseph Perperschlager, der 1806 starb. Im literarischen Werk von Kurt Tucholsky unter dem Pseudonym Peter Panter wird der Silberdiener erwähnt. Nicht zuletzt gibt es ein Gemälde von Peter Jakob Horemans in der Pinakothek in München, welches einen Silberdiener darstellt.